# Amphoe Dan Makham Tia
Dan Makham Tia (ด่านมะขามเตี้ย) est un district (Amphoe) situé dans la province de Kanchanaburi, dans l'ouest de la Thaïlande.
Le district est divisé en 4 tambon et 39 muban. Il comprenait environ 32 000 habitants en 2005.